# 磯野真穂
磯野 真穂（いその まほ、1976年-　）は日本の人類学者。東京工業大学教授。専門は文化人類学、医療人類学。

## 略歴
長野県安曇野市出身。長野県松本深志高等学校卒業。1999年早稲田大学人間科学部スポーツ科学科卒業。オレゴン州立大学応用人類学研究科修士課程修了後、2010年早稲田大学文学研究科博士後期課程修了、「医療の語らなかった摂食障害 摂食障害の食の文化人類学的探求」で博士（文学）。2009年早稲田大学アジア太平洋研究センター助手、2011年早稲田大学文化構想学部助教、2015年国際医療福祉大学講師。同准教授を経て、2020年度に在野の研究者に転じたが、2024年4月より東京工業大学教授となった。

## 著作[4]
- 『なぜふつうに食べられないのか - 拒食と過食の文化人類学』（春秋社） 2015
- 『医療者が語る答えなき世界 - 「いのちの守り人」の人類学』（ちくま新書） 2017
- 『ダイエット幻想 - やせること、愛されること』（ちくまプリマー新書） 2019
- 『他者と生きるリスク・病い・死をめぐる人類学』（集英社新書）2022
- 『コロナ禍と出会い直す - 不要不急の人類学ノート』（柏書房）2024

共著
- 『急に具合が悪くなる』（晶文社、宮野真生子との共著） 2019

解説
- ハイジ・J・ラーソン 著、小田嶋由美子 訳『ワクチンの噂　どう広まり、なぜいつまでも消えないのか（STUCK　How Vaccine Rumors Start — and Why They Don't Go Away）』みすず書房、2021年11月10日。ISBN 978-4-622-09052-6。（電子版あり）

## メディア出演

### ラジオ
- 人間理解プロジェクト ぶっとばせ！コモンセンス（2014年4月 - 、中央エフエム・FMまつもと）